# Adelhelm Odermatt

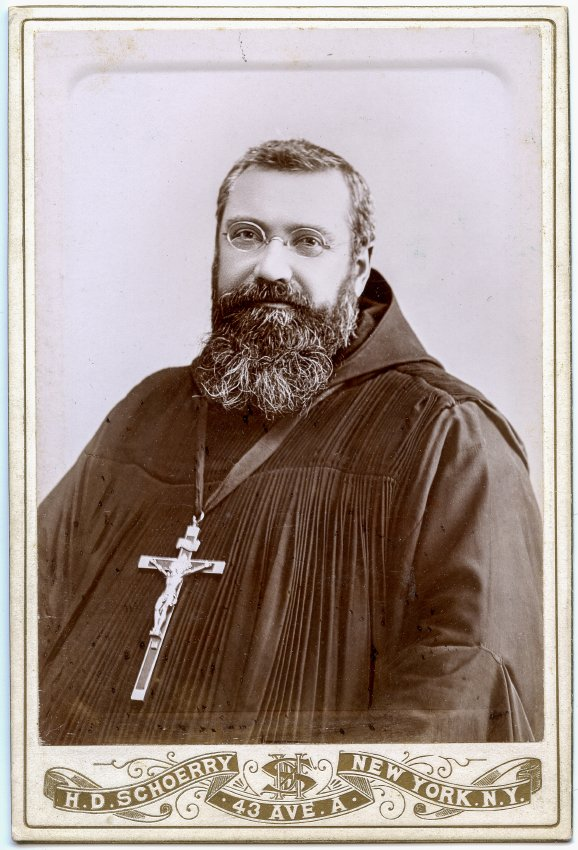
Odermatt in 1899

Adelhelm Odermatt, OSB (10. Dezember 1844 – 6. November 1920) war der Gründer der Abtei Mount Angel in Oregon und Titularabt.

## Frühes Leben und klösterliche Erfahrung in der Schweiz
Odermatt wurde in Ennetmoos bei Stans, Kanton Nidwalden, Schweiz, geboren und besuchte das Klostergymnasium in Engelberg. Am 29. September 1865 wurde er als Novize eingekleidet. Am 29. September 1866 legte er die Mönchsgelübde als Frater Adelhelm ab. „Schon sehr früh in seiner Laufbahn als Benediktinermönch zeigte er einen Grad von Geselligkeit und Heiterkeit, gepaart mit einer scheinbar grenzenlosen Energie und einem großen Eifer.“ Nach dem Theologiestudium in Salzburg und der Priesterweihe in St. Gallen (am 3. Mai 1869) unterrichtete er Knaben an der Stiftsschule und wirkte als Hilfsgeistlicher in Engelberg.

## Missionar in Nordamerika
Im Jahr 1873 ging er mit seinem Mitbruder Frowin Conrad nach Missouri, um dort ein Kloster zu gründen (Conception Abbey). Bis 1881 war er in Maryville stationiert. Wegen Meinungsverschiedenheiten über die Ausrichtung der Neugründung mit Prior Conrad, der vom klösterlichen Stil der Erzabtei Beuron und der Erzabtei St. Meinrad (Indiana) beeinflusst war, verließ Odermatt Conception am 1. Juni 1881 mit einem anderen Mönch (Nikolaus Frei) und gründete 1882 auf Wunsch von Erzbischof Charles John Seghers das Kloster Mt. Angel in Oregon; der Name war eine direkte Übersetzung der Mutterabtei Engelberg. Zwölf Patres und Brüder aus der Schweiz halfen ihm bei der Gründung. Im Frühjahr 1884 zog die Gemeinschaft in das neu errichtete Klostergebäude ein. Im Jahr 1889 wurde das Mount Angel College eröffnet.
Am 3. Mai 1892 brannte der Gebäudekomplex bis auf die Grundmauern nieder. Odermatt trat als Prior zurück und reiste als Spendensammler durch das Land, um Geld für den Wiederaufbau zu sammeln. 1899 begannen die Bauarbeiten an einem anderen Ort und wurden 1903 abgeschlossen. Am 23. März 1904 wurde das Kloster zu einer selbständigen Abtei. Zum ersten Abt wurde Thomas Meienhofer gewählt. Im gleichen Jahr wurde Odermatt als Pfarrer der Pfarrei Herz Jesu eingesetzt.
Papst Benedikt XI. ernannte Odermatt anlässlich seines goldenen Professjubiläums im Jahr 1916 zum Titularabt. Er starb 1920 im St. Vincent’s Hospital in Portland an den Folgen eines Schlaganfalls.